# Semmy Schilt
Pour les articles homonymes, voir Schilt.
 (novembre 2015).
Sem « Semmy » Schilt, né le 27 octobre 1973, est un combattant néerlandais à l'origine de Mixed Martial Arts puis il s'est tourné vers le K-1.
Il est l'un des meilleurs kick boxeur dans la catégorie poids lourds avec des combattants tels que Jérôme Le Banner, Peter Aerts, Badr Hari.

## Biographie
Semmy commence les arts martiaux dès son enfance par le Kyokushin kaikan à l'âge de 8 ans en accompagnant ses parents. Plus tard il se tourna vers le karaté Ashihara où il obtient la ceinture noire à l'âge de 18 ans.
Semmy fait parfois des apparitions au cinéma. L'une de ses plus connues est dans le film Le Transporteur 3.
En 2011, il obtient un des rôles principaux du film Nova Zembla de Reinout Oerlemans.

### Carrière

#### Mixed Martials Arts
Semmy commence sa carrière sportive par le MMA, son premier combat professionnel en MMA se déroule au Japon dans l'organisation Pancrase en 1996. Dans la même organisation où il fait ses classes. Néanmoins sa carrière dans ce sport est moins prolifique qu'en kickboxing. Il remporte trois fois le titre "King of Pancrase" mais a fait quand même des combats d'envergure mondiale contre Fedor Emelianenko et Josh Barnett par exemple. Il a actuellement une fiche de 26-14-1 en MMA.

#### Kickboxing
Initialement combattant de MMA, Semmy Schilt fait son apparition dans le K-1, célèbre organisation japonaise le 21 avril 2002 où il remporte sa première victoire, face au Japonais Musashi par décision.
Le 19 novembre 2005, Semmy Schilt fait sa première apparition au World Grand Prix . Semmy pour son quart de finale bat Ray Sefo, il s'ensuit un KO pour le champion en titre Remy Bonjasky. Il rencontre en finale Glaube Feitosa et gagne par KO grâce à un coup de genou.

## Palmarès
- Champion du K-1 World Grand Prix 2005, contre le brésilien Glaube Feitosa, le 19 novembre 2005, à Tokyo.
- Champion du K-1 World Grand Prix 2006, contre Peter Aerts, le 2 décembre 2006, à Tokyo.
- Champion du K-1 World Grand Prix 2007, contre Peter Aerts, le 8 décembre 2007, à Yokohama.
- Champion du K-1 World Grand Prix 2009, contre Badr Hari, le 5 décembre 2009, à Yokohama.
- Combats : 39
- Victoires : 23
- Victoires par KO : 21
- Défaites : 15
- Nuls : 1
- No Contest : 0

### Palmarès en K-1
À la date du 12 décembre 2010 Semmy Schilt compte 38 combats en K-1 pour 32 victoires 5 défaites et 1 nul.
À ce jour il a remporté 4 fois le K1 WGP au Japon consacrant le meilleur K1 Champion du monde.
Il est le seul à avoir remporté ce championnat 3 fois de suite.
Il a battu tous les anciens champions du monde de K1: Mark Hunt, Ray Sefo, Ernesto Hoost, Peter Aerts, Remy Bonjasky.
Il détient le record du monde d'une finale de K1 WGP (en 2009) en mettant en 3 combats ses 3 adversaires KO en 5 minutes et 53 secondes (Jérome Le Banner en 1 min 27 s, Rémy Bonjasky en 2 min 38 s et Badr Hari en 1 min 48 s). Il bat ainsi le record détenu par Peter Aerts de près d'une minute
Des champions comme Ernesto Hoost, Peter Aerts, Mark Hunt, Jérome Le Banner, Remy Bonjasky, Ray Sefo, Glaube Feitosa, Musashi ont été défaits par le combattant néerlandais. Seuls Alexey Ignashov, Peter Aerts et Choi Hong-man l'ont battu, le 1er par KO et les seconds par décisions. Mais en "It's Showtime 2009 heavyweight world title" à Amsterdam le 16 mai, Badr Hari bat Semmy Schilt en 45 secondes en le mettant à terre deux fois. L'arbitre arrête le combat complètement dominé par Hari.
Schilt prendra sa revanche en finale du K1 2009 en battant le Marocain en le mettant à terre deux fois.
| Date       | Résultat | Adversaire        | Événement                                                      | Méthode                 | Round | Temps      |
| ---------- | -------- | ----------------- | -------------------------------------------------------------- | ----------------------- | ----- | ---------- |
| 16/05/2009 | Loss     | Badr Hari         | It's Showtime 2009 heavyweight world title, amsterdam, holland | KO                      | 1     | 0 min 45 s |
| 09/27/2008 | Loss     | Peter Aerts       | K-1 World GP 2008 Final 16, Seoul, Korea                       | Decision (Majority)     | 3     | 3 min 00 s |
| 06/29/2008 | Win      | Jerome Le Banner  | K-1 World GP 2008 in Fukuoka, Japan, +100 kg Title             | Decision (Majority)     | 3     | 3 min 00 s |
| 04/13/2008 | Win      | Mark Hunt         | K-1 World GP 2008 in Yokohama, Japan, +100 kg Title            | KO (Spinning back kick) | 1     | 3 min 00 s |
| 12/08/2007 | Win      | Peter Aerts       | K-1 World Grand Prix 2007 Final, Japan                         | TKO (Leg Injury)        | 1     | 1 min 49 s |
| 12/08/2007 | Win      | Jerome Le Banner  | K-1 World Grand Prix 2007 Final, Japan                         | TKO (Corner Stoppage)   | 2     | 1 min 02 s |
| 12/08/2007 | Win      | Glaube Feitosa    | K-1 World Grand Prix 2007 Final, Japan                         | Decision                | 3     | 3 min 00 s |
| 09/29/2007 | Win      | Paul Slowinski    | K-1 World GP 2007 in Seoul Final 16, Korea                     | KO (Knee strike)        | 1     | 2 min 26 s |
| 06/23/2007 | Win      | Mighty Mo         | K-1 World GP 2007 in Amsterdam, Netherlands, +100 kg Title     | Decision                | 3     | 3 min 00 s |
| 03/04/2007 | Win      | Ray Sefo          | K-1 World GP 2007 in Yokohama, Japan, +100 kg Title            | KO (Punch)              | 2     | 0 min 26 s |
| 12/31/2006 | Win      | Peter Graham      | K-1 Premium 2006 Dynamite!!, Japan                             | Decision                | 5     | 3 min 00 s |
| 12/02/2006 | Win      | Peter Aerts       | K-1 World Grand Prix 2006, Japan                               | Decision                | 3     | 3 min 00 s |
| 12/02/2006 | Win      | Ernesto Hoost     | K-1 World Grand Prix 2006, Japan                               | Decision                | 3     | 3 min 00 s |
| 12/02/2006 | Win      | Jerome Le Banner  | K-1 World Grand Prix 2006, Japan                               | Decision                | 3     | 3 min 00 s |
| 09/30/2006 | Win      | Bjorn Bregy       | K-1 World GP 2006 in Osaka, Japan                              | KO (Left punch)         | 1     | 2 min 11 s |
| 06/03/2006 | Loss     | Choi Hong-man     | K-1 World GP 2006 in Seoul, Korea                              | Decision (Split)        | 3     | 3 min 00 s |
| 05/13/2006 | Win      | Lloyd van Dams    | K-1 World GP 2006 in Amsterdam, Netherlands                    | Decision                | 3     | 3 min 00 s |
| 04/29/2006 | Win      | Musashi           | K-1 World GP 2006 in Las Vegas, USA                            | Decision                | 3     | 3 min 00 s |
| 03/05/2006 | Loss     | Peter Aerts       | K-1 World GP 2006 in Auckland, New Zealand                     | Decision (Majority)     | 3     | 3 min 00 s |
| 12/31/2005 | Win      | Ernesto Hoost     | K-1 Premium 2005 Dynamite!!, Japan                             | TKO                     | 2     | 0 min 41 s |
| 11/19/2005 | Win      | Glaube Feitosa    | K-1 World Grand Prix 2005, Japan                               | KO (Knee strike)        | 1     | 0 min 48 s |
| 11/19/2005 | Win      | Remy Bonjasky     | K-1 World Grand Prix 2005, Japan                               | KO (Knee strike)        | 1     | 2 min 58 s |
| 11/19/2005 | Win      | Ray Sefo          | K-1 World Grand Prix 2005, Japan                               | Decision                | 3     | 3 min 00 s |
| 09/23/2005 | Win      | Glaube Feitosa    | K-1 World GP 2005 in Osaka, Japan                              | Decision                | 3     | 3 min 00 s |
| 05/27/2005 | Win      | Naoufal Benazzouz | K-1 World GP 2005 in Paris, France                             | KO (Right punch)        | 2     | 2 min 32 s |
| 05/27/2005 | Win      | Freddy Kemayo     | K-1 World GP 2005 in Paris, France                             | TKO (Right kicks)       | 3     | 1 min 19 s |
| 05/27/2005 | Win      | Petr Vondrachek   | K-1 World GP 2005 in Paris, France                             | KO                      | 2     | 2 min 42 s |
| 03/19/2005 | Win      | Montanha Silva    | K-1 World GP 2005 in Seoul, Korea                              | KO (Right low kick)     | 1     | 1 min 22 s |
| 11/06/2004 | Win      | Jan Nortje        | Titans 1st, Korea                                              | KO                      | 2     | 0 min 57 s |
| 05/20/2004 | Loss     | Alexey Ignashov   | It's Showtime 7, Netherlands                                   | KO (Punch)              | 1     |            |
| 07/13/2003 | Win      | Remy Bonjasky     | K-1 World Grand Prix 2003 in Fukuoka, Japan                    | Decision                | 5     | 3 min 00 s |
| 10/05/2002 | Win      | Michael McDonald  | K-1 World Grand Prix 2003 in Fukuoka, Japan                    | Decision                | 3     | 3 min 00 s |
| 08/28/2002 | Draw     | Ernesto Hoost     | PRIDE vs. K-1 Shockwave, Japan                                 | Decision draw           | 5     | 3 min 00 s |
| 04/21/2002 | Win      | Musashi           | K-1 Burning 2002, Japan                                        | Decision (Split)        | 3     | 3 min 00 s |

### Palmarès en MMA
| Date       | Résultat | Adversaire         | Événement                                             | Méthode                      | Round | Temps       |
| ---------- | -------- | ------------------ | ----------------------------------------------------- | ---------------------------- | ----- | ----------- |
| 12/31/2008 | Victoire | Mighty Mo          | Dynamite!! 2008, Saitama, Japon                       | Soumission(Triangle choke)   | 1     | 5 min 17 s  |
| 01/12/2008 | Victoire | Guelmino Nandor    | Lord of The Rings, Belgrade                           | KO                           | 1     | 2 min 45 s  |
| 08/05/2006 | Victoire | Min-Soo Kim        | K-1 Hero's 6, Japon                                   | Soumission(Triangle choke)   | 1     | 4 min 47 s  |
| 06/20/2004 | Défaite  | Sergei Kharitonov  | PRIDE Critical Countdown 2004, Japon                  | TKO (Punches)                | 1     | 9 min 19 s  |
| 04/25/2004 | Victoire | Gan McGee          | PRIDE Total Elimination 2004, Japon                   | Soumission(Armbar)           | 1     | 5 min 02 s  |
| 12/31/2003 | Défaite  | Josh Barnett       | Inoki Bom-Ba-Ye 2003 Inoki Festival, Japon            | Soumission(Armbar)           | 3     | 4 min 48 s  |
| 11/24/2002 | Défaite  | Antonio Nogueira   | PRIDE 23, Japon                                       | Soumission(Triangle Choke)   | 1     | 6 min 36 s  |
| 06/23/2002 | Défaite  | Fedor Emelianenko  | PRIDE 21, Japon                                       | Décision (Unanime)           | 3     | 5 min 00 s  |
| 12/23/2001 | Victoire | Yoshihiro Takayama | PRIDE 18, Japon                                       | KO (Punches)                 | 1     | 3 min 09 s  |
| 11/03/2001 | Victoire | Masaaki Satake     | PRIDE 17, Japon                                       | TKO (Strikes)                | 1     | 2 min 18 s  |
| 09/24/2001 | Victoire | Akira Shoji        | PRIDE 16, Japon                                       | KO                           | 1     | 8 min 19 s  |
| 06/29/2001 | Défaite  | Josh Barnett       | UFC 32, USA                                           | Soumission(Armbar)           | 1     | 4 min 21 s  |
| 05/04/2001 | Victoire | Pete Williams      | UFC 31, USA                                           | TKO (Strikes)                | 2     | 1 min 28 s  |
| 03/18/2001 | Draw     | Aleksei Medvedev   | 2H2H II Simply The Best, Pays-Bas                     | Décision (Draw)              | 2     | 10 min 00 s |
| 10/22/2000 | Victoire | Bob Schrijber      | It's Showtime Exclusive, Pays-Bas                     | Soumission(Choke)            | 2     |             |
| 09/24/2000 | Victoire | Osami Shibuya      | Pancrase 2000 Anniversary Show, Japon                 | TKO (Punches)                | 1     | 8 min 55 s  |
| 06/04/2000 | Victoire | Yoshihisa Yamamoto | Rings Holland - Di Capo Di Tutti Capi, Pays-Bas       | KO (Strikes)                 | 1     | 2 min 54 s  |
| 04/30/2000 | Victoire | Yoshiki Takahashi  | Pancrase - Trans 3, Japon                             | KO (Knee strike)             | 1     | 7 min 30 s  |
| 11/28/1999 | Victoire | Yuki Kondo         | Pancrase - Breakthrough 10, Japon                     | Soumission(Rear naked choke) | 1     | 2 min 28 s  |
| 09/18/1999 | Victoire | Ikuhisa Minowa     | Pancrase 1999 Anniversary Show, Japon                 | Décision (Unanime)           | 1     | 15 min 00 s |
| 09/04/1999 | Victoire | Katsuomi Inagaki   | Pancrase - Breakthrough 8, Japon                      | Soumission                   | 1     | 8 min 24 s  |
| 07/06/1999 | Victoire | Osami Shibuya      | Pancrase - Breakthrough 7, France                     | Soumission                   | 1     | 12 min 06 s |
| 06/20/1999 | Défaite  | Gilbert Yvel       | Rings Holland - The Kings of the Magic Ring, Pays-Bas | KO                           | 2     | 4 min 45 s  |
| 04/18/1999 | Défaite  | Yuki Kondo         | Pancrase - Breakthrough 4, Japon                      | Décision (Lost Points)       | 1     | 20 min 00 s |
| 03/09/1999 | Victoire | Takafumi Ito       | Pancrase - Breakthrough 3, Korea                      | Soumission(Choke)            | 1     | 1 min 45 s  |
| 09/14/1998 | Victoire | Masakatsu Funaki   | Pancrase 1998 Anniversary Show, Japon                 | KO (Body punch)              | 1     | 7 min 13 s  |
| 06/21/1998 | Victoire | Guy Mezger         | Pancrase - Advance 8, Japon                           | TKO (Strikes)                | 1     | 13 min 15 s |
| 05/12/1998 | Victoire | Yoshiki Takahashi  | Pancrase - Advance 6, Japon                           | TKO (Strikes)                | 1     | 5 min 44 s  |
| 04/26/1998 | Victoire | Jason Godsey       | Pancrase - Advance 5, Japon                           | TKO (Cut)                    | 1     | 1 min 47 s  |
| 03/18/1998 | Défaite  | Masakatsu Funaki   | Pancrase - Advance 4, Japon                           | Décision                     | 1     | 15 min 00 s |
| 02/06/1998 | Défaite  | Satoshi Hasegawa   | Pancrase - Advance 3, Japon                           | Soumission                   | 1     | 3 min 56 s  |
| 01/16/1998 | Victoire | Minoru Suzuki      | Pancrase - Advance 1, Japon                           | KO (Knee)                    | 1     | 9 min 52 s  |
| 06/30/1997 | Défaite  | Yuki Kondo         | Pancrase - Alive 7, Japon                             | Décision (Unanime)           | 1     | 20 min 00 s |
| 05/24/1997 | Victoire | Takaku Fuke        | Pancrase - Alive 5, Japon                             | Soumission                   | 1     | 8 min 59 s  |
| 03/22/1997 | Victoire | Yoshiki Takahashi  | Pancrase - Alive 3, Japon                             | TKO                          | 1     | 7 min 00 s  |
| 02/22/1997 | Défaite  | Masakatsu Funaki   | Pancrase - Alive 2, Japon                             | Soumission(Toe hold)         | 1     | 5 min 47 s  |
| 01/17/1997 | Défaite  | Guy Mezger         | Pancrase - Alive 1, Japon                             | Décision (Lost points)       | 1     | 20 min 00 s |
| 12/15/1996 | Victoire | Osami Shibuya      | Pancrase - Truth 10, Japon                            | Décision (Majority)          | 1     | 10 min 00 s |
| 10/08/1996 | Défaite  | Ryushi Yanagisawa  | Pancrase - Truth 7, Japon                             | Soumission                   | 1     | 0 min 51 s  |
| 07/22/1996 | Défaite  | Yuki Kondo         | Pancrase 1996 Neo-Blood Tournament Round 1, Japon     | Décision (Split)             | 1     | 10 min 00 s |
| 05/16/1996 | Victoire | Manabu Yamada      | Pancrase - Truth 5, Japon                             | Soumission(Rear naked choke) | 1     | 5 min 44 s  |